# Енді Макгіган
Ендрю Макгіган (англ. Andrew McGuigan; нар. 24 лютого 1878, Ньюпорт Стюарт, Шотландія — пом. 1948) — шотландський футболіст, «швидкий та хитрий» нападник. 

## Кар'єра гравця
Футбольну кар'єру розпочав у клубі «Ньюпорт Стюарт», який виступав у Першому дивізіоні Шотландської футбольної ліги. Дебютував за команду 3 вересня в переможному (4:1) поєдинку проти «Партік Тісл». У сезоні 1898/99 років відзначився 7-а голами в 19-и матчах чемпіонату. Вже наступного сезону з 12-а забитими м'ячами в 19-и поєдинках чемпіонату став найкращим бомбардиром команди. Під час виступав на Істер Роуд двічі фінішував у топ четвірці шотландського чемпіонату, проте в обох випадках суттєво відставав від гранду місцевого чемпіонату «Рейнджерс».
Напередодні старту сезону 1900/01 років його контракт викупив «Ліверпуль». У своєму дебютному сезоні за нову команду відзначився 5-а голами в 14-и поєдинках Першого дивізіону, а «Червоні» вперше у власній історії виграли національний чемпіонат. Наступного сезону відзначився 9-а голами у 18-и матчах чемпіонату, 5-а з яких відзначився 4 січня 1902 року в переможному (6:0) поєдинку проти «Сток Сіті» на Енфілді. Перший футболіст «Ліверпуля», який відзначився такою кількістю забитих м'ячів в офіційному поєдинку. Загалом же у футболці «Червоних» відзначився 14-а голами в 37-и матчах (у всіх турнірах).
У грудні 1902 року «Мідлсбро» придбало Енді за 300 британських фунтів, проте через проблеми з коліном шотландець зіграв лише 1 поєдинок у національному чемпіонаті. потім грав за «Саутпорт Сентрал» та «Аккрінгтон Стенлі». З 1906 року був у заявках спочатку «Барслім Порт Вейл», а потім — «Бристоль Сіті». Наприкінці кар'єри захищав кольори «Барроу» та «Ексетер Сіті».

## По завершенні кар'єри гравця
По завершенні кар'єри гравця повернувся до «Ліверпуля», де спочатку працював скаутом. Згодом став директором клубу, під його керівництвом «Червоні» двічі поспіль виграли англійський чемпіонат, у сезонах 1921/22 та 1922/23 років.

## Статистика виступів
| Клуб                | Сезон     | Дивізіон                       | Ліга  | Ліга | Кубок ФА | Кубок ФА | Загалом | Загалом |
| Клуб                | Сезон     | Дивізіон                       | Матчі | Голи | Матчі    | Голи     | Матчі   | Голи    |
| ------------------- | --------- | ------------------------------ | ----- | ---- | -------- | -------- | ------- | ------- |
| «Гіберніан»         | 1898–99   | Дивізіон 1 Шотландії           | 17    | 6    | 2        | 1        | 19      | 7       |
| «Гіберніан»         | 1899–1900 | Дивізіон 1 Шотландії           | 18    | 12   | 1        | 0        | 19      | 12      |
| «Гіберніан»         | Загалом   | Загалом                        | 35    | 18   | 3        | 1        | 38      | 19      |
| «Ліверпуль»         | 1900–01   | Перший дивізіон                | 13    | 5    | 2        | 0        | 15      | 5       |
| «Ліверпуль»         | 1901–02   | Перший дивізіон                | 18    | 9    | 3        | 0        | 21      | 9       |
| «Ліверпуль»         | Загалом   | Загалом                        | 31    | 14   | 5        | 0        | 36      | 14      |
| «Мідлсбро»          | 1903–04   | Перший дивізіон                | 1     | 0    | 1        | 0        | 2       | 0       |
| «Саутпорт Сентрал»  | 1905–06   | Дивізіон 1 Ланкашир Комбінейшн | 33    | 13   | 1        | 1        | 34      | 13      |
| «Барслім Порт Вейл» | 1906–07   | Другий дивізіон                | 0     | 0    | 0        | 0        | 0       | 0       |
| «Бристоль Сіті»     | 1907–08   | Перший дивізіон                | 0     | 0    | 0        | 0        | 0       | 0       |

## Досягнення
«Ліверпуль»
- Перший дивізіон Футбольної ліги
  -  Чемпіон (1): 1900/01